# Veliká Ves (ort i Tjeckien, Ústí nad Labem)
Veliká Ves är en ort i Tjeckien.   Den ligger i regionen Ústí nad Labem, i den västra delen av landet, 80 km väster om huvudstaden Prag. Veliká Ves ligger 277 meter över havet och antalet invånare är 252.
Terrängen runt Veliká Ves är platt åt nordost, men åt sydväst är den kuperad.Runt Veliká Ves är det ganska tätbefolkat, med 93 invånare per kvadratkilometer. Närmaste större samhälle är Žatec, 13,7 km nordost om Veliká Ves. Trakten runt Veliká Ves består till största delen av jordbruksmark.